# Metandrostenolone
Il metandrostenolone, noto commercialmente col nome di Dianabol, è uno steroide anabolizzante orale tra i più conosciuti. Si tratta di un ormone derivante dal testosterone (in alcuni Paesi è conosciuto anche come metandienone). La sua prima sintesi in laboratorio venne effettuata negli U.S.A. nel 1956 dal dottor Ziegler, in risposta ai farmaci sintetizzati nel blocco sovietico.
È stato l'anabolizzante più diffuso negli ambienti sportivi fino alla seconda metà degli anni '80, quando è stato sostituito progressivamente dal Deca-Durabolin (Nandrolone).

## In campo medico
È stato utilizzato negli anni '60-'70 come cura per la disfunzione erettile e l'osteoporosi, ma è stato successivamente abbandonato in favore di farmaci, pur sempre steroidei, più efficaci e con effetti collaterali più controllabili.